# Dagmar Freitag
Dagmar Freitag (Iserlohn, 3 mars 1953) est une femme politique allemande.